# Baardvireo
De baardvireo (Vireo altiloquus) is een zangvogel uit de familie Vireonidae (vireo's).

## Verspreiding en leefgebied
Deze soort broedt in Florida en de Caraïben en trekt na de broedtijd naar Zuid-Amerika. Er zijn zes ondersoorten:
- V. a. barbatulus: zuidelijk Florida, Cuba en de Bahama's.
- V. a. altiloquus: de Grote Antillen.
- V. a. barbadensis: van Saint Croix tot Barbados (Kleine Antillen).
- V. a. bonairensis: Nederlandse Antillen.
- V. a. grandior: Providencia en Santa Catalina (oostelijk van Nicaragua).
- V. a. canescens: San Andrés (oostelijk van Nicaragua).

## Status
De grootte van de populatie is in 2020 geschat op 6,2 miljoen volwassen vogels. Op de Rode lijst van de IUCN heeft deze soort de status niet bedreigd.